# Kołbiel
Kołbiel è un comune rurale polacco del distretto di Otwock, nel voivodato della Masovia.
Ricopre una superficie di 106,44 km² e nel 2004 contava 8 067 abitanti.